# Dominik von Königsegg-Rothenfels

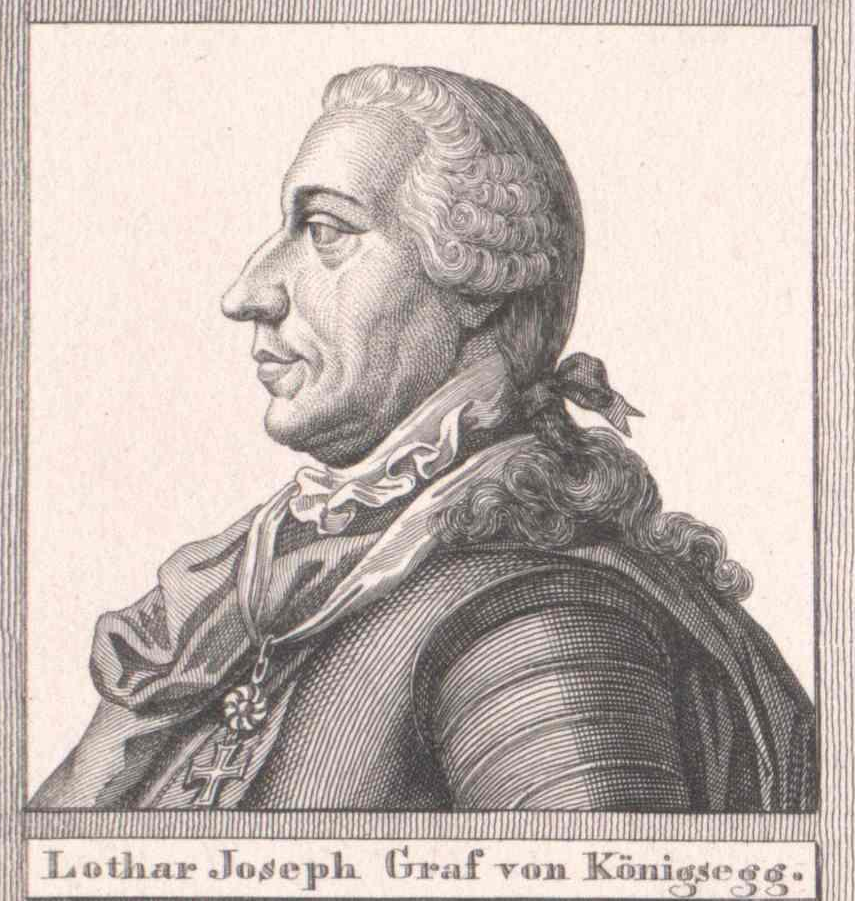
Joseph Lothar von Königsegg-Rothenfels

Joseph Lothar Dominik Graf von Königsegg-Rothenfels (17 de mayo de 1673 - Viena, 8 de diciembre de 1751) fue mariscal de campo imperial.

## Familia
Lothar era el hijo menor del Conde Leopold Wilhelm von Königsegg-Rothenfels y de Maria Polyxena, Condesa Scherffenberg. Contrajo matrimonio con Marie-Thérese de Lannoy, hermana de Eugène-Hyacinthe de Lannoy, 5.º Conde de la Motterie.

## Carrera
Sus padres le enviaron a la escuela jesuita en Besançon, para convertirse en sacerdote. A la edad de 16 años Lothar se convirtió en capitular en Salzburgo y Passau. Después fue enviado a Roma a finalizar sus estudios. Pero Lothar no quiso convertirse en sacerdote, abandonó Roma y se unió al ejército imperial que estaba luchando contra los turcos en Hungría en ese tiempo.
Sirvió en 1691 y 1699 en el Regimiento de Coraceros "Hohenzollern" en la guerra contra los turcos. Dos años más tarde participó en la campaña italiana a las órdenes del Príncipe Eugenio de Saboya en la Guerra de Sucesión Española (1701-1714). El 5 de octubre de 1702 ascendió a Coronel, y recibió el mando de su propio regimiento de infantería. Después fue promovido Generalfeldwachtmeister y Feldmarschallleutnant. Se distinguió en la Batalla de Turín (1706) y recibió el mando de la fortificación de Mantua. Al final de la guerra, Lothar jugó un papel importante en las negociaciones del Tratado de Rastatt.
Königsegg se convirtió en comandante de las tropas austriacas de los recién conquistados Países Bajos de los Habsburgo, entre 1714 y 1717. Entre 1718 y 1722 sirvió como diplomático en París y Varsovia. En 1722 Königsegg se convirtió en comandante en Siebenbürgen, y ascendió a Mariscal de Campo el 16 de octubre de 1723. Después fue diplomático en La Haya y Madrid. En 1731 se convirtió en Caballero de la Orden del Toisón de Oro.
En la Guerra de Sucesión Polaca (1733-1738) pasó a ser comandante supremo en Italia después de la muerte de Florimund Mercy. Tuvo cierto éxito contra las tropas francesas y españolas, pero fue vencido en la Batalla de Guastalla el 19 de septiembre de 1734. En 1735 se retiró al Tirol y abandonó el mando. En 1736 Eugenio de Saboya murió y Königsegg lo sucedió como presidente del Hofkriegsrat.
En 1735, estalló otra guerra contra los turcos y Königsegg asumió el mando personalmente en 1737. Los austriacos sufrieron una derrota y Königsegg fue obligado a dimitir de todas sus funciones militares.
Fue rehabilitado cuando María Teresa ascendió al poder y se convirtió en Oberst-Land- und Hauszeugmeister. En esta función estuvo envuelto en las negociaciones para la retirada de las tropas francesas de Praga en 1743 durante la Guerra de Sucesión Austriaca (1740-1748).
En 1744 tomó las armas una vez más y se convirtió en comandante supremo de las tropas en los Países Bajos Austríacos. Lideró un cuerpo de ejército austríaco en la Batalla de Fontenoy (11 de mayo de 1745). Fue ligeramente herido en la batalla (perdida) y retornó a Viena.
Murió allí el 8 de diciembre de 1751 a la edad de 78 años sin hijos. Fue enterrado en la Iglesia de San Jerónimo.